# Villatoya
Villatoya és un municipi situat al nord de la província d'Albacete. Inclou la pedania de Cilanco, que està situada a la vora sud del riu Cabriol, al límit amb el País Valencià.